# Typhloditha
Genre
Typhloditha est un genre de pseudoscorpions de la famille des Tridenchthoniidae.

## Distribution
Les espèces de ce genre se rencontrent au Congo-Kinshasa et en Afrique du Sud.

## Liste des espèces
Selon Pseudoscorpions of the World (version 3.0) :
- Typhloditha anophthalma Beier, 1955
- Typhloditha minima Beier, 1959
- Typhloditha termitophila Beier, 1964

## Publication originale
- Beier, 1955 : Pseudoscorpionidea. Exploration du Parc National de l'Upemba. I. Mission G.F. de Witte, vol. 32, no 1, p. 3-19.